# Varanus bennetti
Varanus bennetti — вид ящірок родини варанових (Varanidae). Описаний у 2020 році.

## Поширення
Вид поширений на островах Палау (Корор, Ангаур, Каянгел), Мікронезії (острови Яп, Уліті) та Північних Маріанських Островах (острів Саріган).

## Екологія
Наземний вид. Прихисток шукає в укриттях на землі, а не на деревах як інші варани. Живиться комахами, земноводними, дрібними плазунами і ссавцями.